# Rete tranviaria di Omsk
La rete tranviaria di Omsk è la rete tranviaria che serve la città russa di Omsk.